# Ronde van Limburg 2023 (België)
De 75e editie van de Ronde van Limburg vond plaats op Tweede Pinksterdag, ook wel 29 mei 2023. De start vond plaats in Hasselt en de finish lag ruim 200 kilometer verderop in Tongeren. Titelverdediger was Arnaud De Lie. Deze editie werd gewonnen door Gerben Thijssen.

## Koersverloop
De kopgroep van deze editie ontstond zeer vlot in de wedstrijd. Aanwezig waren vier Nederlanders en drie Belgen. Lionel Taminiaux, Ceriel Desal en Davide Bomboi waren de drie Belgen. De vier aanwezige Nederlanders waren; Pim Ronhaar, Meindert Weulink, Bram Dissel en Axel van der Tuuk. Met nog veertig kilometer te gaan hadden ze nog een voorsprong van ongeveer 1'30. De kopgroep werd op zo'n 19 kilometer voor de finish ingerekend door het peloton. Op vijf kilometer voor de aankomst was Caleb Ewan vanwege mechanische problemen genoodzaakt zijn fiets te wisselen, hij kon na een ruime kilometer weer aansluiten bij het peloton. Zijn ploegmaat Rüdiger Selig kon hem terugbrengen naar de kop van de koers. Lange tijd oogde de sprint redelijk chaotisch en in verband met de hoogtemeters duurde het lang tot er een sprinter was die als eerste durfde aan te gaan. Na de doorkomst van de laatste bocht was het Gerben Thijssen die aan de leiding ging, met Ewan in zijn kielzog. Ewan was echter niet bij machte om Thijssen bij te halen en hield zijn benen enkele meters voor de finish stil. Zodoende kon de Belg zegevieren in deze wedstrijd.

## Uitslag
| Plaats  | Naam                  | Ploeg                    | tijd     |
| ------- | --------------------- | ------------------------ | -------- |
| Winnaar | Gerben Thijssen       | Intermarché-Circus-Wanty | 4u38'43" |
| 2       | Caleb Ewan            | Lotto-Dstny              | z.t.     |
| 3       | Stanisław Aniołkowski | Human Powered Health     | z.t.     |
| 4       | Tim Merlier           | Soudal-Quick Step        | z.t.     |
| 5       | Erlend Blikra         | Uno-X Pro Cycling Team   | z.t.     |
| 6       | Martijn Budding       | TDT-Unibet Cycling Team  | z.t.     |
| 7       | Lionel Taminiaux      | Alpecin-Deceuninck       | z.t.     |
| 8       | Timothy Dupont        | Tarteletto-Isorex        | z.t.     |
| 9       | Milan Fretin          | Sport Vlaanderen-Baloise | z.t.     |
| 10      | Sander De Pestel      | Sport Vlaanderen-Baloise | z.t.     |

1919 · 1920 · 1921-1928 · 1929 · 1930 . 1931 · 1932 · 1933 · 1934 · 1935 · 1936 · 1937 · 1938 · 1939 · 1940 · 1941 · 1942 · 1943 · 1944 · 1945 · 1946 · 1947 · 1948 · 1949 · 1950 · 1951 · 1952 · 1953 · 1954 · 1955 · 1956 · 1957 · 1958 · 1959 · 1960 · 1961 · 1962 · 1963 · 1964 · 1965 · 1966 · 1967 · 1968 · 1969 · 1970 · 1971 · 1972 · 1973 · 1974 · 1975 · 1976 · 1977 · 1978 · 1979 · 1980 · 1981 · 1982 · 1983 · 1984 · 1985 · 1986 · 1987 · 1988 · 1989 · 1990 · 1991 · 1992 · 1993 · 1994 · 1995-2011 · 2012 · 2013 · 2014 · 2015 · 2016 · 2017 · 2018 · 2019 · 2020 · 2021 · 2022 · 2023 · 2024